# Dimitar Mutafchiev
Dimitar Mutafchiev   (Stara Zagora, 10 de gener de 1903 - Sofia, 8 de setembre de 1990) fou un futbolista búlgar de la dècada de 1920.
Fou 3 cops internacional amb la selecció búlgara amb la qual participà en els Jocs Olímpics d'Estiu de 1924.
Pel que fa a clubs, defensà els colors de Levski Sofia.